# Обойщиков, Кронид Александрович
Крони́д Алекса́ндрович Обо́йщиков (10 апреля 1920 — 14 сентября 2011, Краснодар) — советский и российский поэт и журналист.

## Биография
Родился в станице Тацинской Первого Донского округа Донской области (ныне Ростовская область) в крестьянской семье. Потом семья переехала в станицу Обливскую, а затем на Кубань: станица Брюховецкая, Кропоткин, Армавир, Новороссийск.
Окончил Краснодарское военно-авиационное училище летнабов и штурманов, служил в бомбардировочном авиаполку. В ВВС с 1939 года.
В Великую Отечественную войну воевал на Юго-Западном фронте (с июня по сентябрь 1941 года), позже, с 1942 года — в составе авиации Северного флота. Прикрывал конвои союзников.
Приказом по ВВС СФ №: 38 от: 31.10.1944 года штурман 1 авиационной эскадрильи 2-го аппс ВВС ВМФ лейтенант Обойщиков К. А. награждён орденом Отечественной войны 2-й степени за 34 успешных боевых вылета, за перегон лично 11 самолётов, ведя за собой группу из 6-11 самолётов.
В 1960 году вышел в запас.
Выпустил 25 поэтических сборников, автор либретто двух оперетт и многих песен. Писал также для детей. Составитель и автор четырёх сборников биографий Героев Советского Союза из Краснодарского края и трёхтомного поэтического венка Героям Кубани.
Член Союза писателей СССР (с 1992 г. — Союза писателей России), Союза журналистов СССР (с 1992 г. — Союза журналистов России).

## Награды и почётные звания
- Два ордена Отечественной войны II степени (31 октября 1944[2]; 6 апреля 1985[9]).
- Орден Красной Звезды.
- Медали.
- Почётный гражданин Краснодара (2005).[10]
- Заслуженный работник культуры Российской Федерации.
- Заслуженный деятель искусств Кубани (1955).
- Почётный член Краснодарской краевой ассоциации Героев Советского Союза.
- Литературная премия имени Николая Островского (1985).
- Премия Администрации Краснодарского края им. Е. Ф. Степановой (2001).[11]
- Медаль «Герой труда Кубани» (5 апреля 2010) — за многолетнюю плодотворную деятельность и большой личный вклад в развитие культуры Краснодарского края